# Reddyanus vittatus
Espèce
Synonymes
- Isometrus vittatus Pocock, 1900

Reddyanus vittatus est une espèce de scorpions de la famille des Buthidae.

## Distribution
Cette espèce est endémique d'Inde. Elle se rencontre au Maharashtra et au Tamil Nadu.

## Description
La femelle holotype mesure 23 mm.

## Systématique et taxinomie
Cette espèce a été décrite sous le protonyme Isometrus vittatus par Pocock en 1900. Elle est placée dans le genre Reddyanus par Kovařík, Lowe, Ranawana, Hoferek, Jayarathne, Plíšková et Šťáhlavský en 2016.

## Publication originale
- Pocock, 1900 : « Arachnida. » The fauna of British India, including Ceylon and Burma, London, Taylor and Francis, p. 1-279 (texte intégral).